# كاغان
شعب كاغان (يُطلق عليهم أيضًا، كالاغان)، هم مجموعة عرقية توجد في الجزء الجنوبي الشرقي من الفلبين والمعروفة باسم منطقة دافاو. وهم من الأقليات المسلمة في مينداناو وينتمون إلى القبائل 13 الموروية المسلمة من عائلة بانجسامورو. ويعتقد أنها واحدة من المجموعات المختلفة في الأراضي الفلبينية المنخفضة الذين قدموا إلى الجزر من البر الرئيسي لجنوب غرب آسيا منذ عدة آلاف من السنين.
يعيش الكاغان في مصبات الأنهار والسواحل في خليج دافاو ويعتقد أنهم ينتمون بشكل رئيسي إلى فرع كالاغان تاغاكاولو. لقد أسلموا منذ القرن الخامس عشر من خلال التزاوج والاتصال مع جيرانهم المقربين،شعب ماجوينداناو وشعب تاوسوغ. يبلغ عددهم96,000 نسمة.